# هماتوپودین
هماتوپودین(به انگلیسی: Haematopodin) شکل پایدار تری از هماتوپودین بی است. هر دو ترکیب در قارچ کلاه‌پارچه‌ای شرابی یافت می‌شود. 